# Jandro Orellana
Jandro Orellana, né le 7 août 2000 à Gavà en Espagne, est un footballeur espagnol qui évolue actuellement au poste de milieu de terrain au FC Andorra.

## Biographie

### FC Barcelone
Passé par l'Espanyol Barcelone en jeunes, il rejoint le rival du FC Barcelone en 2014. Il est intégré à La Masia et joue dans toutes les catégories de jeunes. Il se blesse aux ischio-jambiers ce qui freine sa progression, mais à son retour de blessure il parvient à revenir à son niveau et à jouer pour le FC Barcelone B, où il brille.
Considéré par de nombreux fans comme le futur du Barça pour succéder au poste de Sergio Busquets, aucun entraîneur de l'équipe A ne lui fera réellement confiance, bien qu'il sera convoqué par Xavi lors de trois matchs de Liga (mais ne jouera aucune minute) et appelé par le tacticien espagnol lors de matchs amicaux en fin de saison 2021-2022, il ne fera jamais ses débuts officiels avec l'équipe A et partira libre au Futbol Club Andorra lors du mercato estival

### En sélection nationale
Avec les moins de 17 ans, il participe au championnat d'Europe des moins de 17 ans en 2017. Lors de cette compétition organisée en Croatie, il joue six matchs. L'Espagne remporte le tournoi en battant l'Angleterre en finale, après une séance de tirs au but. 
Par la suite, avec les moins de 19 ans, il participe au championnat d'Europe des moins de 19 ans en 2019. Lors de cette compétition organisée en Arménie, il joue quatre matchs. Il s'illustre en inscrivant un but et en délivrant une passe décisive lors du premier match disputé contre le pays organisateur. L'Espagne remporte le tournoi en battant le Portugal en finale.

### Style de jeu
Jandro Orellana est un milieu de terrain habile techniquement, qui se démarque par sa qualité de passe dans le jeu court ou le jeu long, capable de casser des lignes avec celle-ci. Doté d'un bon pied droit, il est également capable de tirer les coups francs.

## Palmarès

### En équipe nationale
- Espagne moins de 17 ans
  - Vainqueur du championnat d'Europe des points de 17 ans en 2017.

- Espagne moins de 19 ans
  - Vainqueur du championnat d'Europe des moins de 19 ans en 2019.